# Villa Pehuenia
Villa Pehuenia is een plaats in het Argentijnse bestuurlijke gebied Aluminé in de provincie Neuquén. De plaats telt 298 inwoners.